# Ânfora panatenaica

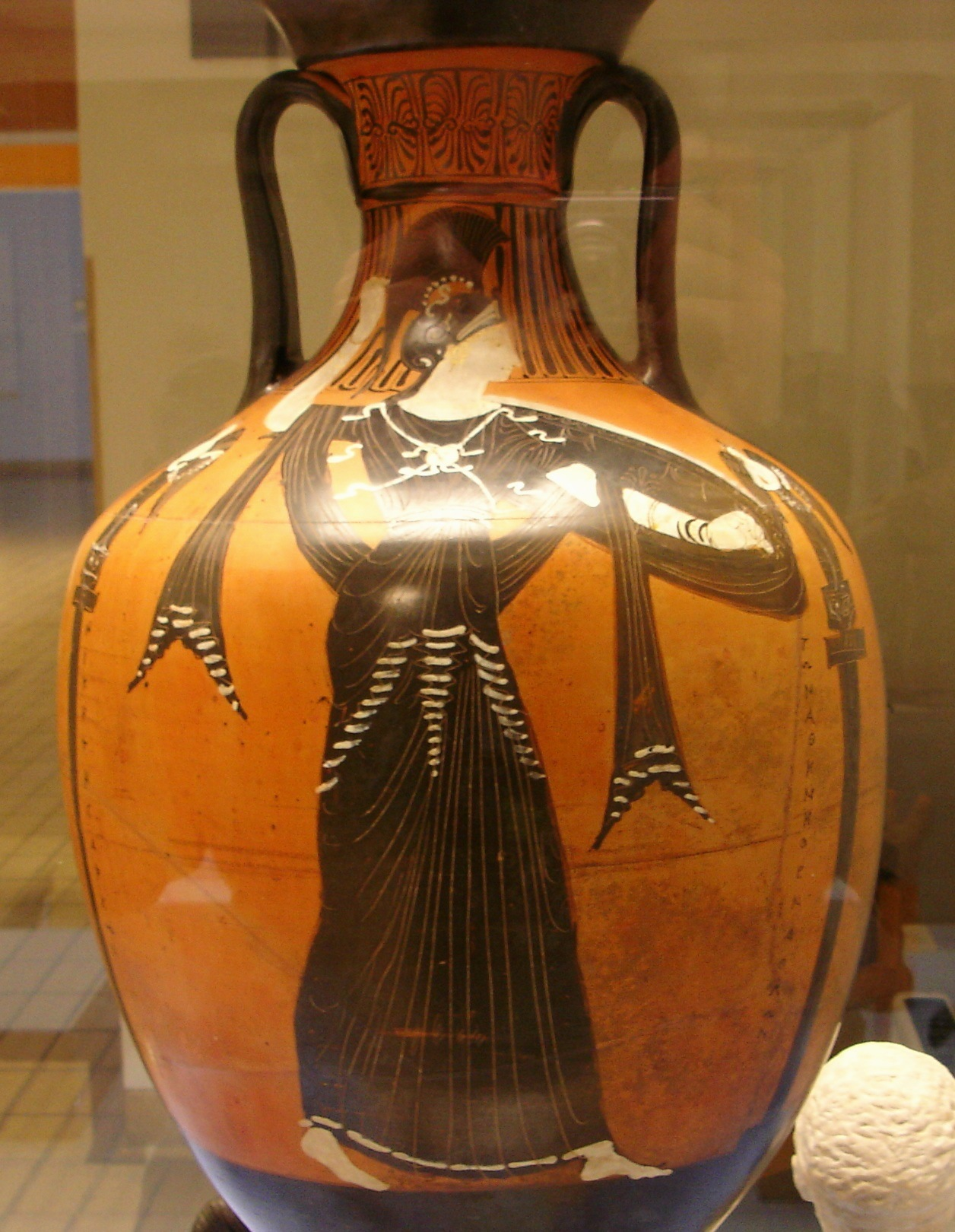
Atena em uma ânfora panatenaica de 332/1 a.C. encontrada em Cápua, Itália. Museu Britânico.

Ânforas panatenaicas são grandes vasilhames de cerâmicas, feitas de terracota, que continham o óleo que era dado como prêmio aos vencedores das competições esportivas dos Jogos Panatenaicos, de 60 a 70 centímetros de altura.As imagens encontradas nas ânforas panatenaicas são normalmente alegorias à realização de exercícios físicos, uma espécie de culto ao corpo que ressoa com o que se conhece da cultura grega. O óleo vinha do sagrado jardim de Atena, na Academia. Também se produziam ânforas do mesmo padrão para concursos musicais, e nesse caso o prêmio costumava ser ouro e prata. Os vasos continham as figuras em pinturas negras e foram sempre feitos dessa forma, mesmo depois das figuras vermelhas se tornarem populares. O vaso mostrava Atena, deusa da guerra e da estratégia. Os vasos eram encomendados pelo Estado aos famosos ceramistas da época, como Exéquias, e podem ser encontrados em lugares como a Crimeia, a Etrúria, a Cirenaica e a Síria. Mesmo com o passar dos anos, os métodos de construção dos vasos não foram alterados.